# هویم
هویم (به آلمانی: Hoym) یک منطقهٔ مسکونی در آلمان است که در زی‌لند، آلمان واقع شده‌است. هویم  ۲٬۶۳۲ نفر جمعیت دارد.